# Elina Mäki-Rautila
Elina Mäki-Rautila (ur. 1 maja 1976) – fińska biegaczka narciarska.

## Kariera
Po raz pierwszy na arenie międzynarodowej Elina Mäki-Rautila pojawiła się 21 lutego 1998 roku w Joensuu podczas zawodów FIS Race, zajmując 22. miejsce w biegu na 5 km techniką klasyczną. W Pucharze Świata zadebiutowała 7 marca 1998 roku w Lahti, zajmując 50. miejsce w biegu na 15 km stylem dowolnym. Mäki-Rautila nigdy nie zdobyła punktów PŚ i nigdy nie została uwzględniona w klasyfikacji generalnej. Startowała także w zawodach cyklu FIS Marathon Cup, zajmując dziewiąte miejsce w klasyfikacji generalnej sezonu 2000/2001. Raz stanęła na podium: 10 lutego 2001 roku była trzecia w fińskim maratonie Finlandia-hiihto. W zawodach tych wyprzedziły ją jedynie reprezentująca Szwecję Antonina Ordina oraz Rosjanka Irina Składniewa. Finka nigdy nie brała udziału w igrzyskach olimpijskich ani mistrzostwach świata. W 2001 roku zakończyła karierę.

## Osiągnięcia

### Puchar Świata

#### Miejsca w klasyfikacji generalnej
- sezon 1997/1998: -
- sezon 1999/2000: -

#### Miejsca na podium
Mäki-Rautila nigdy nie stała na podium indywidualnych zawodów Pucharu Świata.

### FIS Marathon Cup

#### Miejsca w klasyfikacji generalnej
- sezon 2000/2001: 9.

#### Miejsca na podium
| Nr | Dzień     | Rok  | Zawody           | Dystans                 | Czas biegu | Strata    | Pozycja | Zwyciężczyni    |
| -- | --------- | ---- | ---------------- | ----------------------- | ---------- | --------- | ------- | --------------- |
| 1. | 10 lutego | 2001 | Finlandia-hiihto | 50 km stylem klasycznym | 2:28:10 h  | +6:35 min | 3.      | Antonina Ordina |